# Acutocapillitium
Acutocapillitium is een geslacht van schimmels uit de familie van de Agaricaceae. De typesoort is Acutocapillitium torrendii.

## Soorten
Volgens Index Fungorum telt het geslacht drie soorten:
| Soortnaam                     | Auteur(s)                | Publicatiejaar |
| ----------------------------- | ------------------------ | -------------- |
| Acutocapillitium filiforme    | Calonge                  | 2000           |
| Acutocapillitium portoricense | P. Ponce de León         | 1976           |
| Acutocapillitium torrendii    | (Lloyd) P. Ponce de León | 1976           |